# Togetherness (Sèrie Tv)
Togetherness és una sèrie de televisió estatunidenca, comèdia dramàtica creada per Mark Duplass, Jay Duplass i Steve Zissis. Es va començar a emetre l'11 de gener de 2015 a la cadena HBO i va finalitzar el 10 d'abril de 2016 en acabar la segona temporada, després de setze capítols.

## Sinopsi
La sèrie, ambientada a Los Angeles, tracta de la vida cotidiana de dues parelles. Michelle i Brett, pares de dues nenes que acolliran temporalment a casa seva la Tina, germana de la Michelle i l'Alex. En Brett és un tècnic de so que cansat que no el reconeguin decideix deixar la feina, tampoc passa per un bon moment en el seu matrimoni amb la Michelle, sociòloga que exerceix de mestressa de casa, ha començat un projecte per posar en marxa una escola concertada. L'Alex, el millor amic d'en Brett, és un actor que busca un paper que el porti a l'èxit. Tina s'ha traslladat de Houston a Loa Angeles i té un negoci de cases inflables per festes infantils i unes relacions sentimentals força complicades.
Els problemes existencials dels personatges amb els seus fracassos i èxits i en el fons l'amistat i l'amor són els eixos de la trama d'aquesta sèrie dels germans Mark i Jay Duplass.

## Repartiment

### Personatges principals
- Mark Duplass: Brett Pierson
- Melanie Lynskey :Michelle Pierson
- Amanda Peet :Tina Morris
- Steve Zissis :Alex Pappas

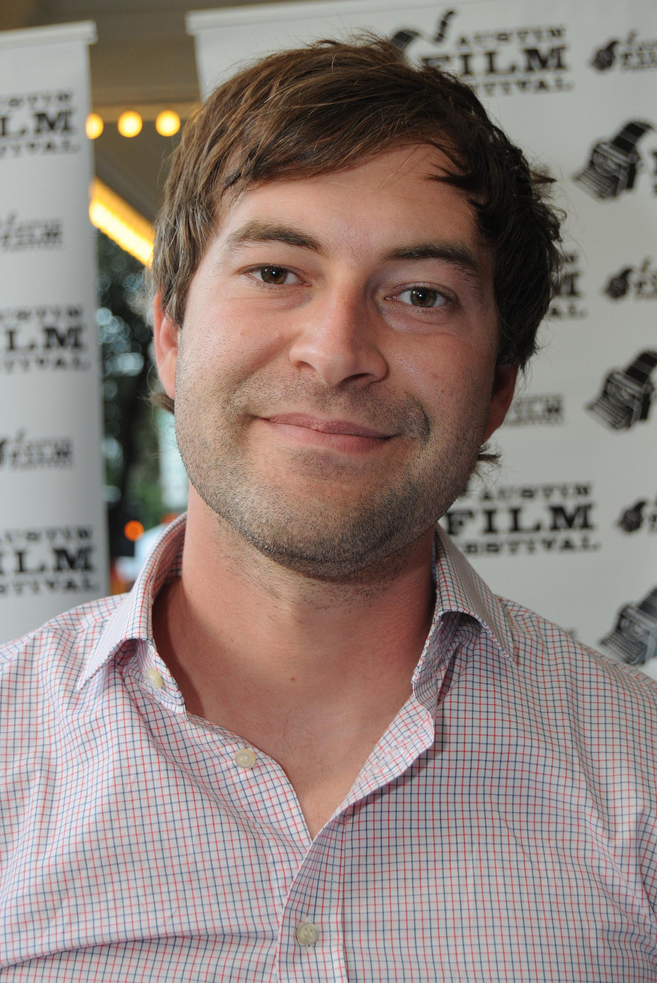
Mark Duplass interpreta Brett Pierson
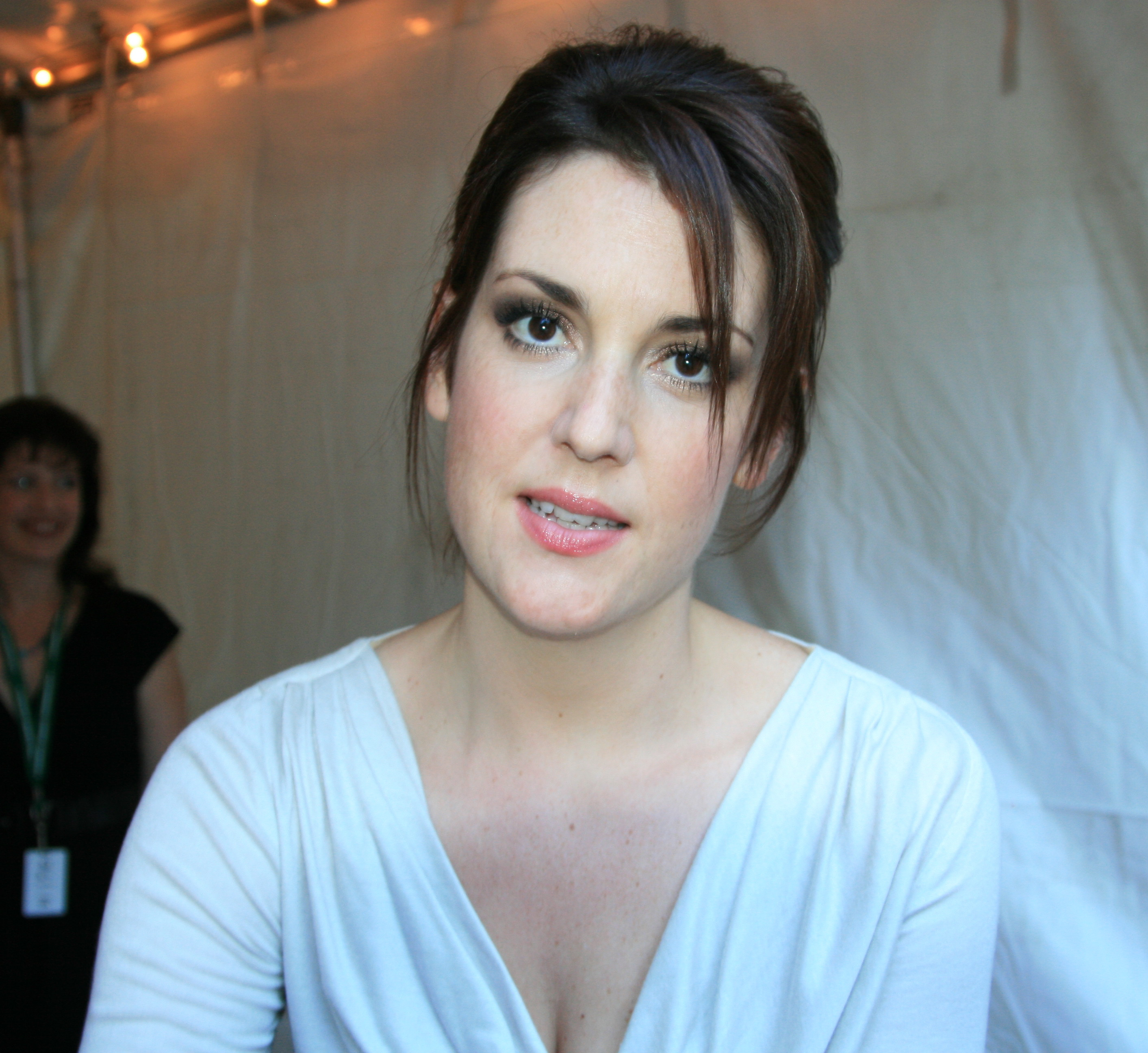
Melanie Lynskey interpreta Michelle Pierson
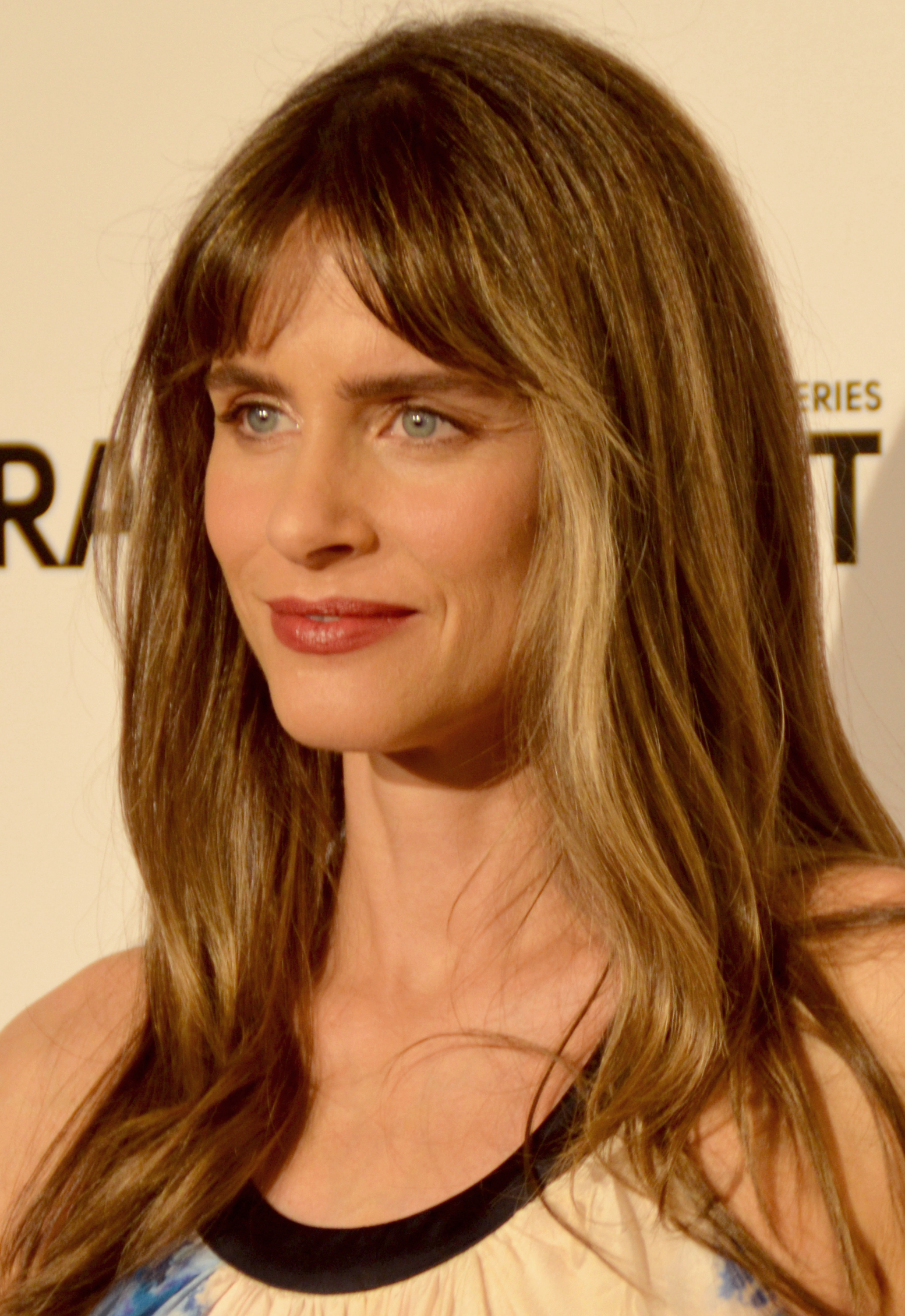
Amanda Peet interpreta Tina Morris

### Personatges secundaris
- Abby Ryder Fortson: Sophie Pierson, Filla de Brett i Michelle
- Peter Gallagher: Larry, productor i company de Tina
- John Ortiz: David, col·labora amb Michelle en el projecte escolar, amb qui té una aventura
- Ginger Gonzaga: Christy, té una relació amb l'Alex
- Katie Aselton: Anna, col·labora amb Michelle en el projecte escolar
- Emily Althaus: Natalie, coneix en Brett i tenen una relació
- Joshua Leonard: Dudley, director

## Temporades
La sèrie es va desenvolupar en dues temporades de vuit episodis cadascuna.
La primera temporada de Togetherness va fer el seu debut oficial a la cadena HBO l'11 de gener del 2015 amb l'episodi Family Day i finalitzà el 8 de març de 2015.
El primer capítol de la segona temporada es va titular Hotels i es va emetre el 21 de febrer del 2016. La temporada i la sèrie finalitzà amb el vuité capítol titulat For The Kids el 10 d'abril de 2016.

### Primera temporada
Episodis
1. Family Day
2. Handcuffs
3. Insanity
4. Houston We Have a Problem
5. Kick the Can
6. Ghost in Chains
7. Party Time
8. Not So Together

### Segona Temporada
Episodis
1. Hotels
2. Everybody Is Grownups
3. Advanced Pretend'
4. Changetown
5. Just the Range
6. Geri-ina
7. The Sand Situation
8. For The Kids

## Crítiques
Les dues temporades han estat ben rebudes pels crítics i pel públic. Segons l'agregador Rotten Tomatoes  la primera temporada va comptar amb un índex d'aprovació del 93%, amb una mitjana de 7,9 sobre 10 basat en 41 crítiques. L'audiència va donar un 80% d'aprovació. La segona temporada igualment va donar un 7,1 sobre 10 i un 92% del públic.